# Solpugema
Solpugema es un género de arácnido  del orden Solifugae de la familia Solpugidae.

## Especies
Las especies de este género son:
- Solpugema aethiops Lawrence, 1967
- Solpugema brachyceras (Lawrence, 1931)
- Solpugema broadleyi Lawrence, 1965
- Solpugema calycicornis (Lawrence, 1929)
- Solpugema coquinae (Hewitt, 1914)
  - Solpugema coquinae coquinae
- Solpugema cycloceras (Lawrence, 1931)
- Solpugema derbiana (Pocock, 1895)
- Solpugema erythronota (Kraepelin, 1900)
- Solpugema erythronotoides (Hewitt, 1919)
- Solpugema fissicornis Lawrence, 1968
- Solpugema genucornis (Lawrence, 1935)
- Solpugema hamata (Hewitt, 1914)
  - Solpugema hamata hamata
  - Solpugema hamata pietersi
- Solpugema hiatidens Lawrence, 1960
- Solpugema hostilis (White, 1846)
- Solpugema intermedia (Lawrence, 1929)
- Solpugema junodi (Purcell, 1903)
- Solpugema krugeri (Lawrence, 1964)
- Solpugema lateralis (C. L. Koch, 1842)
- Solpugema maraisi (Hewitt, 1913)
- Solpugema marshalli (Pocock, 1895)
- Solpugema montana (Lawrence, 1929)
- Solpugema phylloceras (Lawrence, 1929)
- Solpugema scopulata (Karsch, 1880)
- Solpugema spectralis (Purcell, 1899)
- Solpugema stiloceras (Lawrence, 1929)
- Solpugema tookei (Hewitt, 1919)
- Solpugema tubicen (Kraepelin, 1912)
- Solpugema vincta (C. L. Koch, 1842)
- Solpugema whartoni Harvey 2002